# Brännträsket (Jörns socken, Västerbotten, 723853-169908)
Brännträsket är en sjö i Skellefteå kommun i Västerbotten och ingår i Kågeälvens huvudavrinningsområde. Sjön har en area på 0,0686 kvadratkilometer och ligger 303 meter över havet.

## Delavrinningsområde
Brännträsket ingår i det delavrinningsområde (723893-170081) som SMHI kallar för Inloppet i Stor-Klintträsket. Medelhöjden är 301 meter över havet och ytan är 13,48 kvadratkilometer. Räknas de 2 avrinningsområdena uppströms in blir den ackumulerade arean 54,57 kvadratkilometer. Avrinningsområdets utflöde Kågeälven mynnar i havet. Avrinningsområdet består mestadels av skog (80 procent) och sankmarker (15 procent). Avrinningsområdet har 0,07 kvadratkilometer vattenytor vilket ger det en sjöprocent på 0,5 procent.